# Andy Weir
Andrew Taylor Weir (Davis, 16 de junho de 1972) é um escritor norte-americano cujo livro de estreia, Perdido em Marte, foi adaptado para o cinema no filme de mesmo nome dirigido por Ridley Scott em 2015, o livro também rendeu a Weir o prêmio John W. Campbell de melhor novo escritor.

## Biografia
Andy nasceu em Davis, na Califórnia, mas cresceu na cidade de Livermore, no mesmos estado. Filho de pai físico de partículas e mãe engenheira elétrica, Andy Weir nunca foi um estranho à ciência e tecnologia, ele cresceu lendo ficção científica e sempre se interessou pelo espaço e assuntos como física relativa, mecânica orbital e histórias de voos espaciais tripulados, o que, com o tempo, ajudou-o a combinar seu conhecimento em ciência e exploração espacial à escrita.

Andy brincava com computadores quando era criança e começou a estudar sobre o assunto ainda na idade escolar. Aos 15 anos, começou a trabalhar no Sandia National Laboratories, laboratório de pesquisa e desenvolvimento dirigido pelo Departamento de Energia dos Estados Unidos. O laboratório tinha um programa onde contratavam adolescentes locais para serem assistentes limpando tubos e outras atividades dessa natureza, porém, o laboratório em que Andy foi colocado não precisava de limpadores, mas sim de ajuda com computadores. Andy falou sobre o início de sua carreira como programador em uma entrevista ao site Computer World: 
"Eles queriam que eu descobrisse como programar computadores. Eles disseram: ‘há um computador e há um livro sobre como programa-los’. Foi assim que comecei uma carreira de 25 anos em programação".
Como programador, Andy trabalhou para inúmeras empresas de programas de computadores incluindo a AOL e a Blizzard, onde inclusive atuou como um dos programadores do jogo Warcraft 2.

Weir estudou ciências da computação na Universidade da Califórnia em San Diego, porém não se formou, com isso abriu mão de um de seus interesses, trabalhar na Nasa, em entrevista ele conta porque não terminou a faculdade e consequentemente abriu mão deste interesse: 
"Eu desisti da faculdade por que acabei ficando sem dinheiro, e a maioria das vagas na agência exigiam um diploma da faculdade, então eu simplesmente não conseguiria chegar lá."

## Vida de Escritor
Andy entrou na programação de computadores como uma carreira profissional, e gostava muito dela, mas apesar de ser considerar um 'cara da tecnologia', ele sempre quis ser um escritor. Em uma entrevista, ele conta: 
"Eu nunca tive um problema com isso [sua profissão de programador], quando chegou a época para eu deixar o meu emprego e começar a escrever, não foi como 'pegue o seu emprego e vá embora'. Eu gostava do meu trabalho."..."Eu considerei isso como um caminho para a carreira [de escritor]"..."Meu sonho principal era ser um autor, então agora que eu encontrei meu caminho para isso, eu vou ficar."
Escrever sempre foi um hobby de Weir, entre seus empregos, quando tinha seus 20 anos, ele começou a publicar alguns de seus trabalhos em um blog. No blog, além de seu primeiro livro, “Theft of Pride” - uma ópera espacial povoada por alienígenas - ele postava contos, quadrinhos e outras narrativas de ficção. O escritor se refere a seus leitores como “nerds como eu”.
Apesar de não fazer nenhum tipo de anúncio de seu blog, Weir acumulou alguns milhares de seguidores regulares, tudo o que ele publicava era gratuito. Quando ele publicou um conto chamado “The Egg”, seu número de leitores cresceu rapidamente, a história ainda recebe milhares de acessos até hoje.
Seu blog, o Galactnet, permanece disponível online, lá é possível ler o conto pelo qual ganhou destaque, O Ovo (traduzido para português), disponível em vários idiomas.
Em 2011 lançou por conta própria seu romance de estréia The Martian em versão E-Book. Foi comprado pela Crown Publishing Group e relançado em 2014 numa versão de capa dura.[carece de fontes?] Com o sucesso obtido com o livro Andy passou a dedicar-se exclusivamente às sua carreira de escritor.
Perdido em Marte foi lançado no Brasil pela Editora Arqueiro em Outubro de 2014, Artemis é o segundo livro de Weir, o romance foi vencedor do Goodreads Choice Awards 2017 de ficção científica.

## Trabalhos
- The Martian, 2011[6]
- Artemis, 2017[2]
- Project Hail Mary, 2021[7]